# Agonie dans le Jardin des Oliviers
Cet article traite du thème artistique concernant un épisode biblique de la Passion de Jésus. Pour son récit biblique correspondant, voir Agonie de Jésus-Christ au jardin des oliviers. Pour l'article traitant de l'agonie au sens médical, voir agonie.

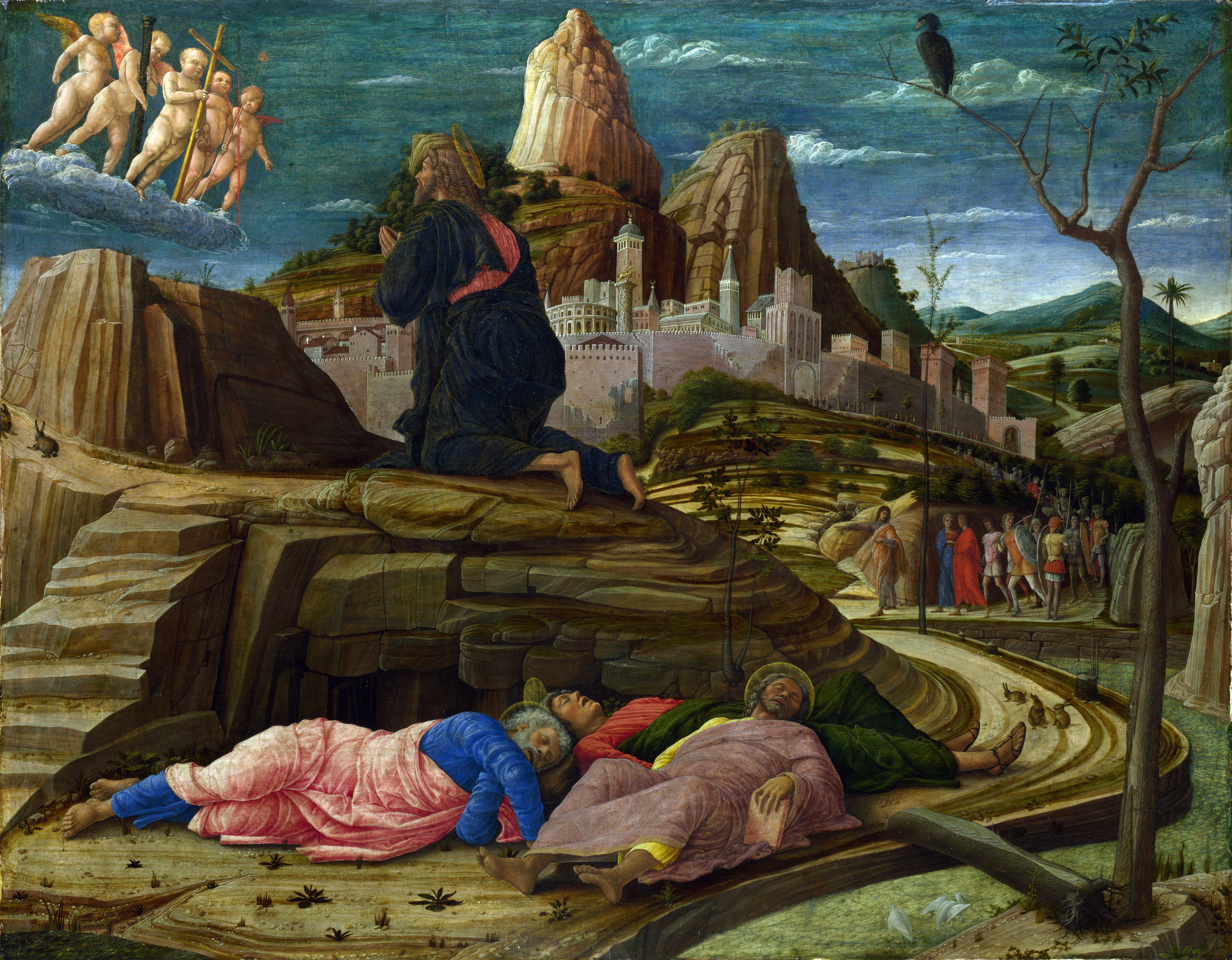
Le thème traité par Andrea Mantegna.

L'Agonie dans le Jardin des Oliviers, ou plus simplement Agonie dans le Jardin ou même Prière dans le Jardin ou encore Le Christ au Jardin des Oliviers, est un épisode de la vie du Christ, un événement de sa Passion placé immédiatement après  l'Entrée dans Jérusalem  puis la Cène et avant son arrestation dans le même jardin à la suite de sa dénonciation par Judas. Il en suivra sa crucifixion.
Le Jardin peut être nommé Gethsémani,  qui signifie « le pressoir d’olives » en araméen. Selon la tradition, l'église de Toutes-les-Nations renferme le rocher au pied duquel Jésus pria durant son agonie.

## Iconographie

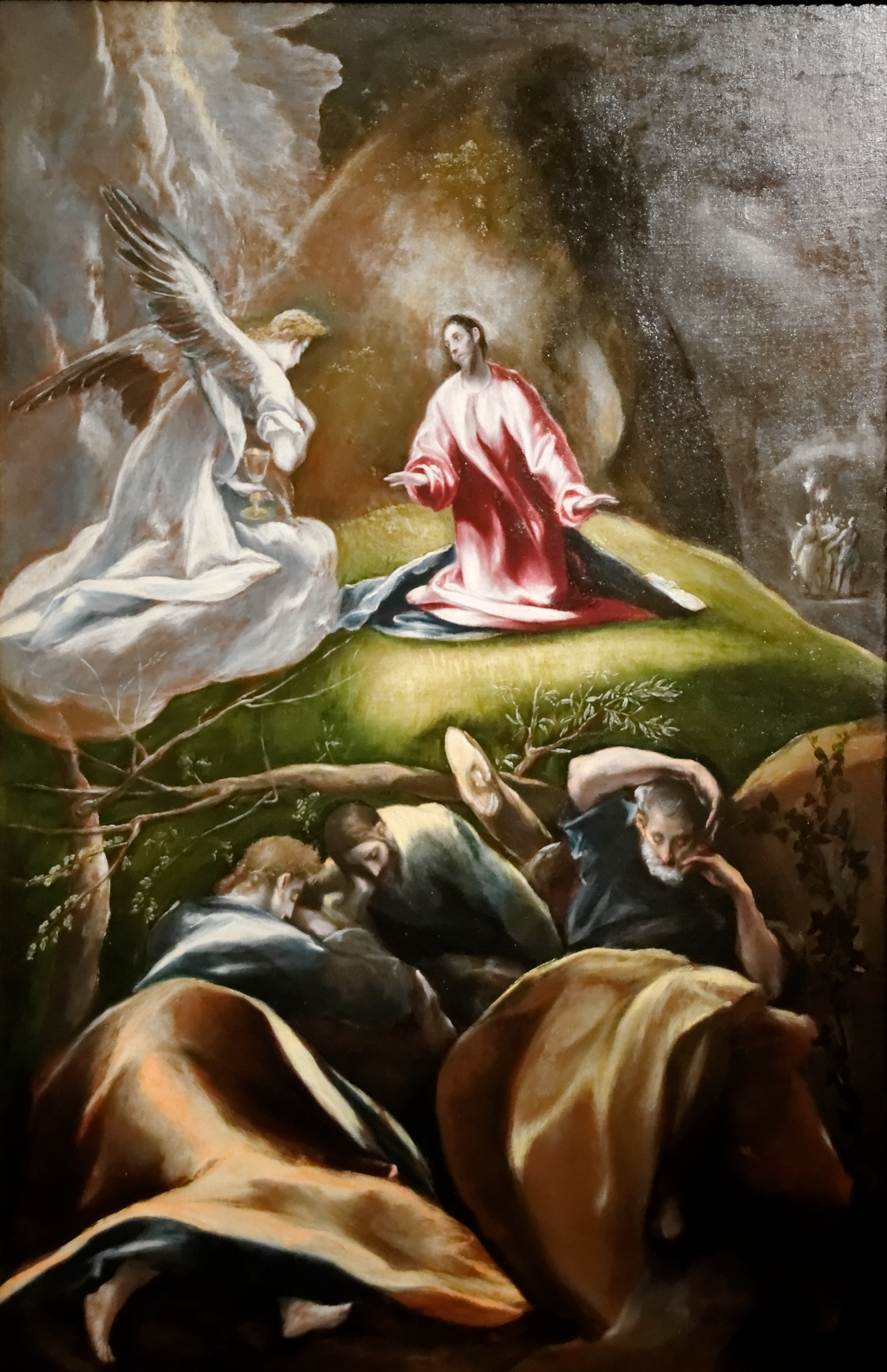
Agonie dans le jardin (c 1610-1612), Le Greco. Musée des Beaux-Arts de Budapest.

Le terme agonie est relatif au sens grec de « dernière lutte de la nature contre la mort », soit le sens qu'en donne le judaïsme de « trépas imminent et d'encouragement au repentir » (ce qui n'a pas de sens ici) soit le « combat de l’âme ».
Jésus est donc représenté priant la nuit dans un jardin que l'on sait être celui du mont des Oliviers à Jérusalem ; trois de ses disciples, Pierre, Jean et Jacques le Majeur, qui l'accompagnent sont endormis non loin. Des anges, présents devant le Christ priant, lui offrent un calice à boire (en acceptation de sa destinée). La présence dans le décor lointain de vues des murs de la ville  de Jérusalem rappelle précisément le lieu.
On ne confondra pas cette scène avec la suite immédiate de l'arrestation au Jardin des Oliviers, qui comporte une cohorte de soldats romains, guidée par Judas, venue arrêter Jésus. Malgré cette précaution formelle, certains tableaux anticipent cet  épisode  proche et rassemblent dans une même composition, les deux épisodes par le principe de la représentation de la Storia de la narration médiévale et byzantine plutôt qu'une précision formelle de l'« Espace » chère à la Renaissance.

## Représentation dans l'art

### Peintres du sujet

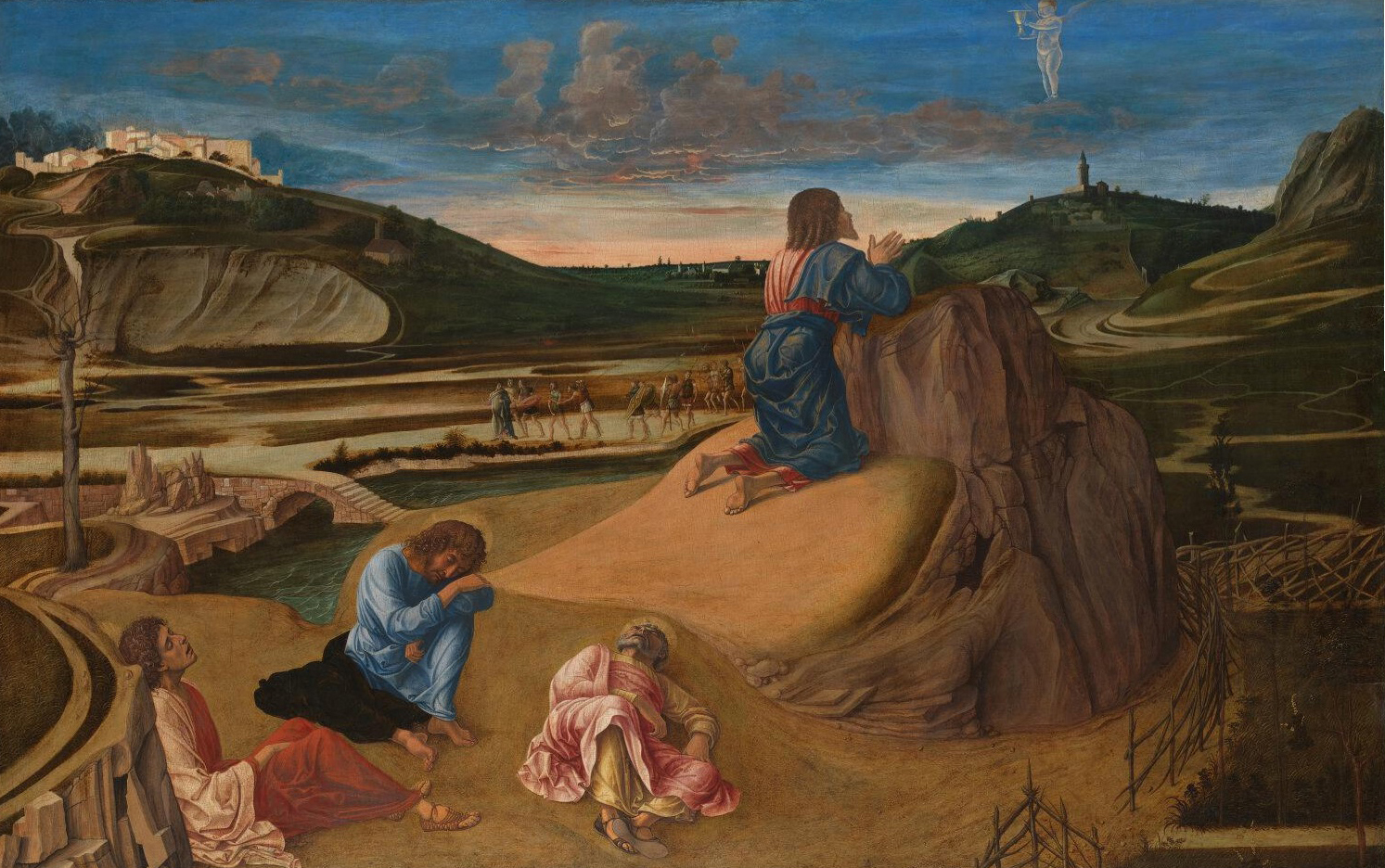
Par Giovanni Bellini.

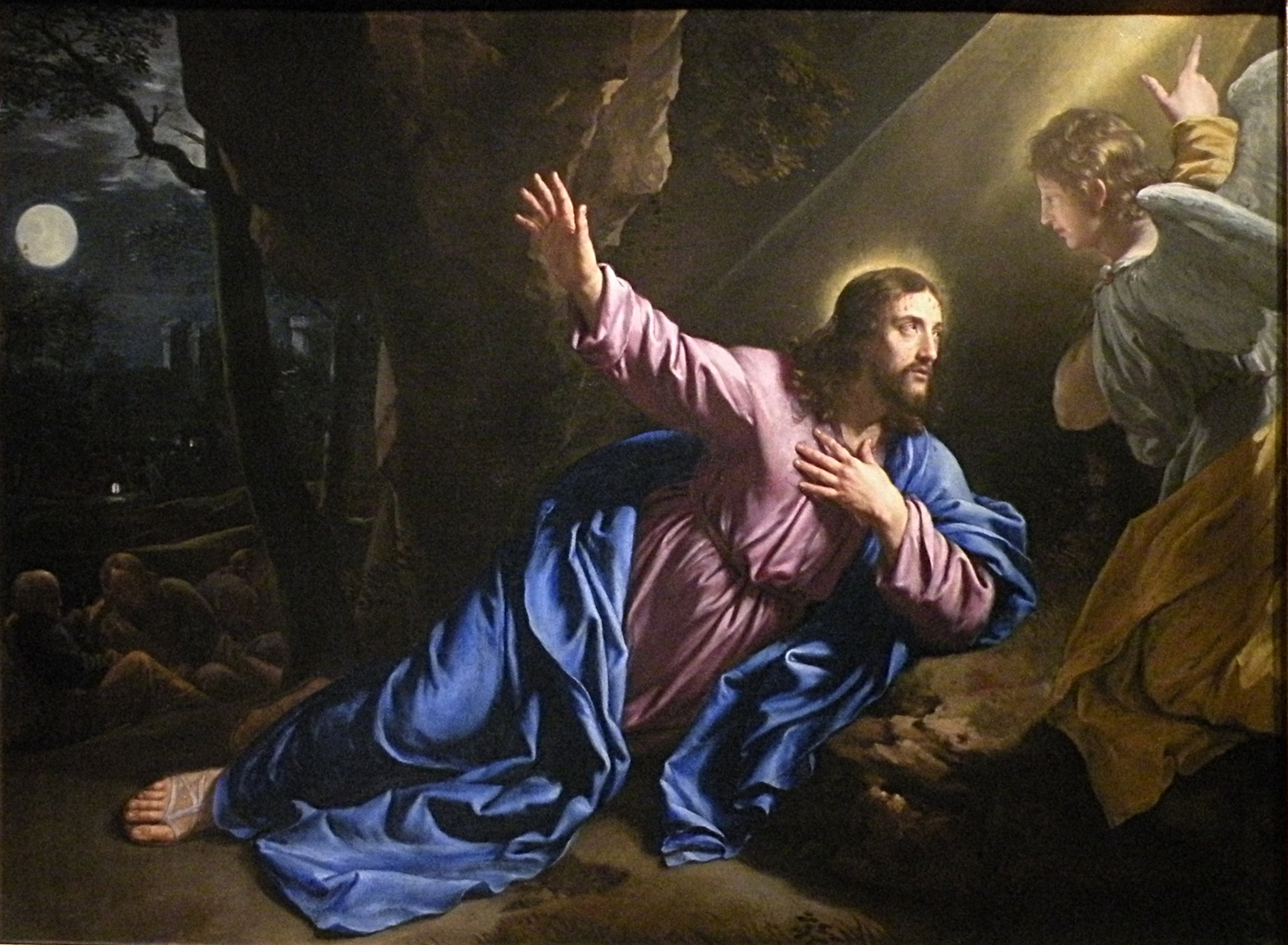
Par Philippe de Champaigne.

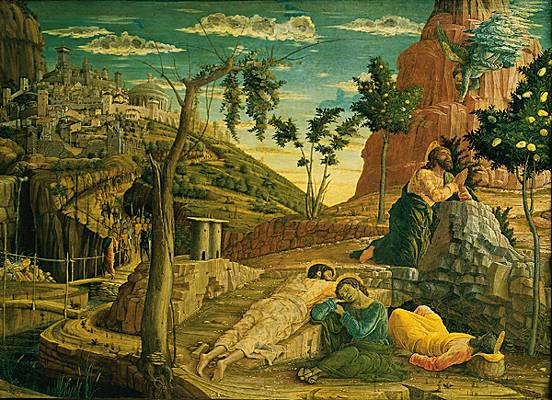
La Prière au Jardin des Oliviers selon Andrea Mantegna version du musée des Beaux-Arts de Tours.

- Pietro di Cristoforo Vannucci (dit Le Pérugin) : L'Agonie dans le jardin, Galerie des Offices, Florence
- Hans Multscher : Jésus au Jardin des oliviers, volets du retable de Wurzacher (1437), Getty Center
- Niccolò Pizzolo : Le Christ sur le Mont des oliviers (vers 1450), Musée du Louvre
- Bernard van Orley : Le Christ au jardin des oliviers
- Fra Angelico : Le Christ au Jardin des Oliviers (1453)[2]
- Giovanni Bellini : L'Agonie dans le Jardin (vers 1465)
- Andrea Mantegna : 
  - L'Agonie dans le Jardin (vers 1458-1460),
  - La Prière au Jardin des Oliviers (vers 1455-1457) envoyé au musée des Beaux-Arts de Tours[3]
- Niccolò Alunno  : Le Christ au Jardin des Oliviers  (1492)
- La Prière au jardin des Oliviers : Botticelli (1498-1500)
- Hans Holbein l'Ancien : Le Christ au mont des oliviers de la Passion grise (v. 1505), Furstlich Furstenbergisches Schlossmuseum, Donaueschingen
- Gérard David : Le Christ au Jardin des Oliviers (1510-1520), musée des Beaux-Arts de Strasbourg
- Benvenuto Tisi da Gorofalo (dit Il Garofalo) :  L'Agonie dans le Jardin (entre 1520 et 1539)
- Le Titien : Agonie dans le jardin des oliviers (1562), musée du Prado, Madrid
- Paul Véronèse : Le Christ  soutenu par un ange ;  (v. 1580), Pinacothèque de Brera, Milan
- Pieter Coecke van Aelst : Agonie dans le Jardin des Oliviers (1527/1530), Musée de l'Ermitage à Saint-Pétersbourg
- Le Greco : Agonie au Jardin  (v. 1588), Museum of Art, Tolède
- Gerrit van Honthorst : Le Christ dans le jardin de Gethsémani ou Agonie dans le jardin (1617), Musée de l'Ermitage à Saint-Pétersbourg
- Nicolas Poussin : L'agonie dans le jardin  (1630)
- Philippe de Champaigne : Le Christ au jardin des oliviers
- Louis Cretey : Le Christ au Jardin des Oliviers, Musée des Beaux-Arts de Lyon
- Bartolomé Esteban Murillo : Le Christ au Jardin des oliviers (approx. de 1675 à 1680)
- Sebastiano Ricci : Prière au jardin (v. 1730), Kunsthistorisches Museum, Vienne
- William Blake : Agonie au jardin (v. 1799-1800), Tate galleries
- Eugène Delacroix : Le Christ au jardin des oliviers  (1826), Église Saint-Paul-Saint-Louis, Paris
- William Degouve de Nuncques : le Christ au jardin des oliviers, collection particulière.

### Sculpteurs du sujet

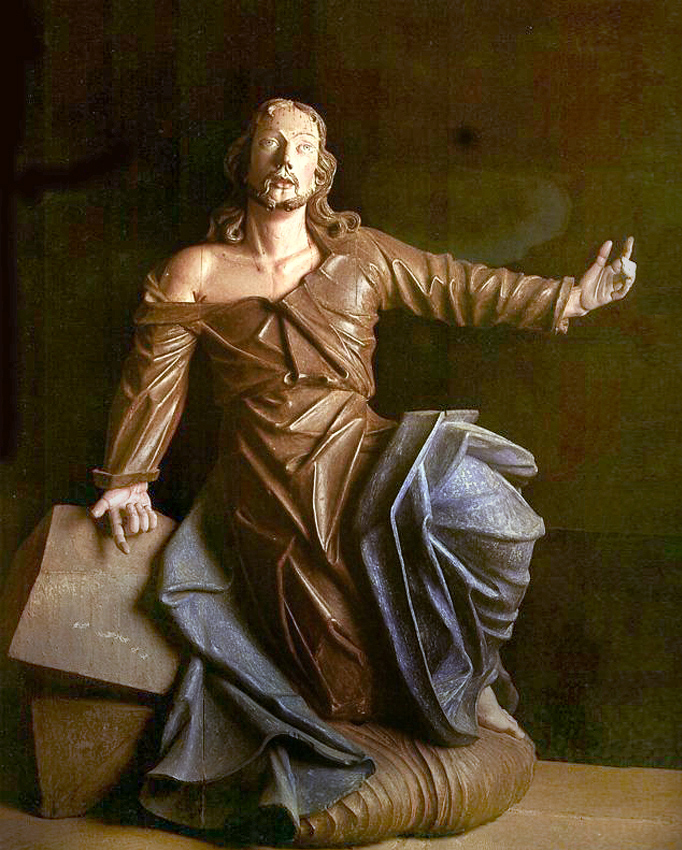
Aleijadinho, Jésus-Christ en agonie dans le Jardin des Oliviers, dans l'une des chapelles du Sanctuaire de Bom Jesus de Matosinhos (1798-99).

- Germain Pilon, La Prière de Nostre Seigneur au jardin d'Olivet (1582-84), Musées royaux des Beaux-Arts de Belgique
- Aleijadinho, Jésus-Christ en agonie dans le Jardin des Oliviers (1798-99), Sanctuaire de Bom Jesus de Matosinhos.